# Ohel Leahsynagoge
Ohel Leahsynagoge of Beit Ha-Knesset Ohel Leah (Hebreeuws: בית הכנסת אהל לאה ) is de oudste synagoge van Hongkong. Het wordt in de volksmond 猶太廟 (jyutping: jau4 taai3 miu6) genoemd, wat "Jodentempel" betekent.
De Joodse recreatieclub en de Joodse gemeenschapscentrum liggen naast de synagoge. De oorspronkelijke gemeenschap bestond grotendeels uit Baghdadi-joden. De synagoge werd beheerd door Sefardische Joden uit Engeland.
De Joodse Hongkongers leven grotendeels in de buurt van de synagoge. De synagoge is in Sefardische (en Iberische) stijl gebouwd tussen 1901 en 1902. Het staat nu op de lijst van historische gebouwen graad 1. In 1998 werd de synagoge gerestaureerd.
De naam Ohel Leah herinnert Leah Sassoon, de moeder van de gebroeders Sassoon. Deze Iraakse familie kwam uit India en hun voorouders waren in de 19e eeuw gemigreerd naar Hongkong.